# Nova Santa Bárbara
Nova Santa Bárbara est une municipalité brésilienne située dans l'État du Paraná.